# Thomas Blunt
Thomas Blunt (... – 1823) è stato un artigiano inglese.

## Biografia
Costruttore inglese di strumenti ottici e matematici. Lavorò come apprendista presso Edward Nairne (1726-1806), del quale divenne in seguito socio nella ditta Nairne & Blunt. I due operarono in società dal 1774 al 1793.